# Khotol

La rivière Khotol est un cours d'eau d'Alaska, aux États-Unis, situé dans la région de recensement de Yukon-Koyukuk. C'est un affluent  du fleuve Yukon.

## Description
Longue de 85 milles (137 km), elle prend sa source au confluent de Camp Creek et de Gorton Creek, et coule en direction du sud-ouest pour se jeter dans le fleuve Yukon, à 51 milles (82 km) au sud-ouest de Nulato.
Son nom indien Kutulnakt a été référencé en 1861.

## Sources
- (en) « Khotol », Geographic Names Information System